# Udayagiri (Odisha)

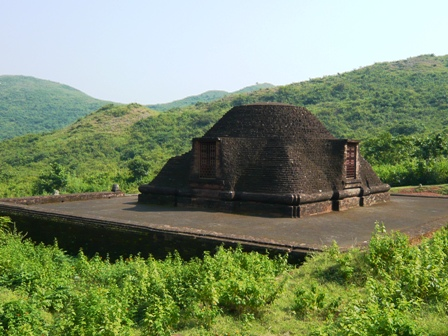
Quadratischer Stupa mit vier Außennischen

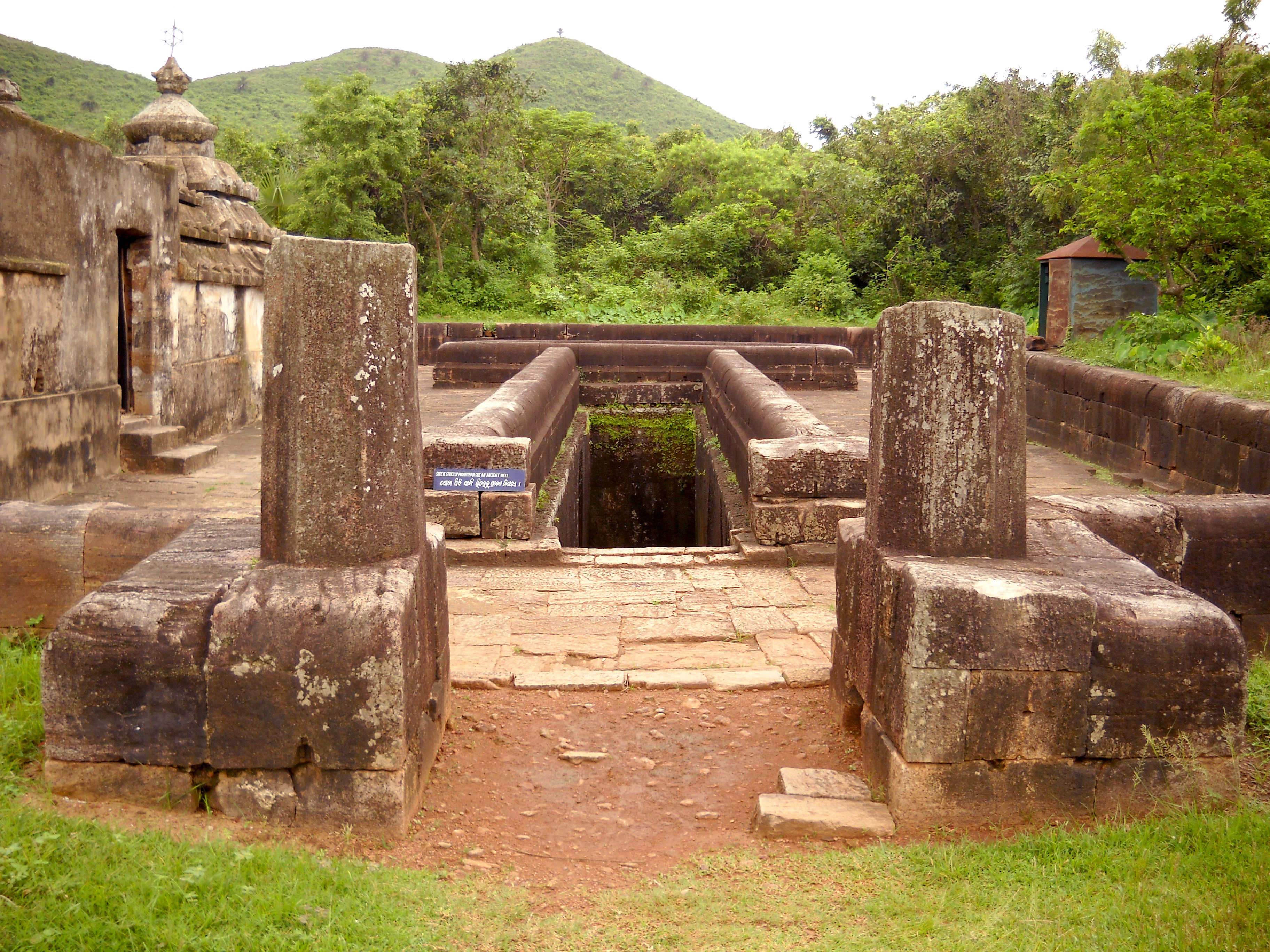
Stufenbrunnen

Udayagiri ist eine historische buddhistische Klosteranlage im indischen Bundesstaat Odisha. Sie wurde erst um die Mitte des 20. Jahrhunderts entdeckt und in mehreren Grabungskampagnen freigelegt; weitere Grabungen auf dem Gelände sind geplant.

## Lage
Udayagiri (deutsch: „Hügel des Sonnenaufgangs“) befindet sich in einer hügeligen und waldreichen Umgebung etwa 45 km (Fahrtstrecke) nordöstlich von Bhubaneswar und ist per Taxi zu erreichen. In der Umgebung befinden sich weitere buddhistische Klosteranlagen, Ratnagiri und Lalitgiri.

## Geschichte
Der aus am Ort gefundenen Inschriften erschlossene historische Name der Stätte lautete Madhavapura Mahavihara. Über die Gründungszeit des Klosters ist bislang nichts bekannt; aus stilistischen Gründen (Dekorformen etc.) wird geschlossen, dass der Platz noch in der Zeit um 1000 n. Chr. von Mönchen bewohnt war. Ein oder zwei Jahrhunderte später scheint die Anlage jedoch aufgegeben worden zu sein.

## Bauten
- Im Gegensatz zu den meisten anderen buddhistischen Stätten Indiens, gibt es in Udayagiri keinerlei Felshöhlen; alle Bauten befinden sich oberirdisch und sind freistehend.
- Bislang wurden die Fundamente mehrerer größerer Stupas mit einem Durchmesser von etwa 6 bis 10 m freigelegt. Daneben finden sich verteilt über die Anlage eine Fülle kleiner Votivstupas mit einem Durchmesser von etwa 1 bis 3 m.
- Ein merkwürdig erscheinender, abseits stehender und im unteren Bereich quadratischer Stupa mit vier Außennischen, in welchen sich gut erhaltene Buddhastatuen befinden, wird ins 10. Jahrhundert datiert und wurde teilweise rekonstruiert; er steht auf einem erhöhten quadratischen Unterbau (jagati), der eine rituelle Umschreitung (pradakshina) ermöglicht und gleichzeitig den Bau vor Überschwemmungen und freilaufenden Tieren schützt.
- Eine Kulthalle (chaitya) mit einer Buddhastatue im Handgestus (mudra) der Erdanrufung (bhumisparshamudra) ist ebenfalls entdeckt worden; auch wurden die Fundamente mehrerer Mönchszellen (viharas) freigelegt.
- Ein in die Erde versenkter Stufenbrunnen dürfte ebenfalls um das Jahr 1000 entstanden sein.

## Skulpturen
- Mehrere Buddhastatuen befinden sich in gutem Erhaltungszustand.
- In der Spätzeit des Buddhismus nicht ungewöhnlich ist eine vierarmige stehende weibliche Bodhisattva-Figur (wahrscheinlich Tara) mit einem Chandrasala-Blendfenster unmittelbar daneben.
- Mehrere Dekorelemente – meist Türrahmen – zeigen eine hohe handwerkliche Kunstfertigkeit.

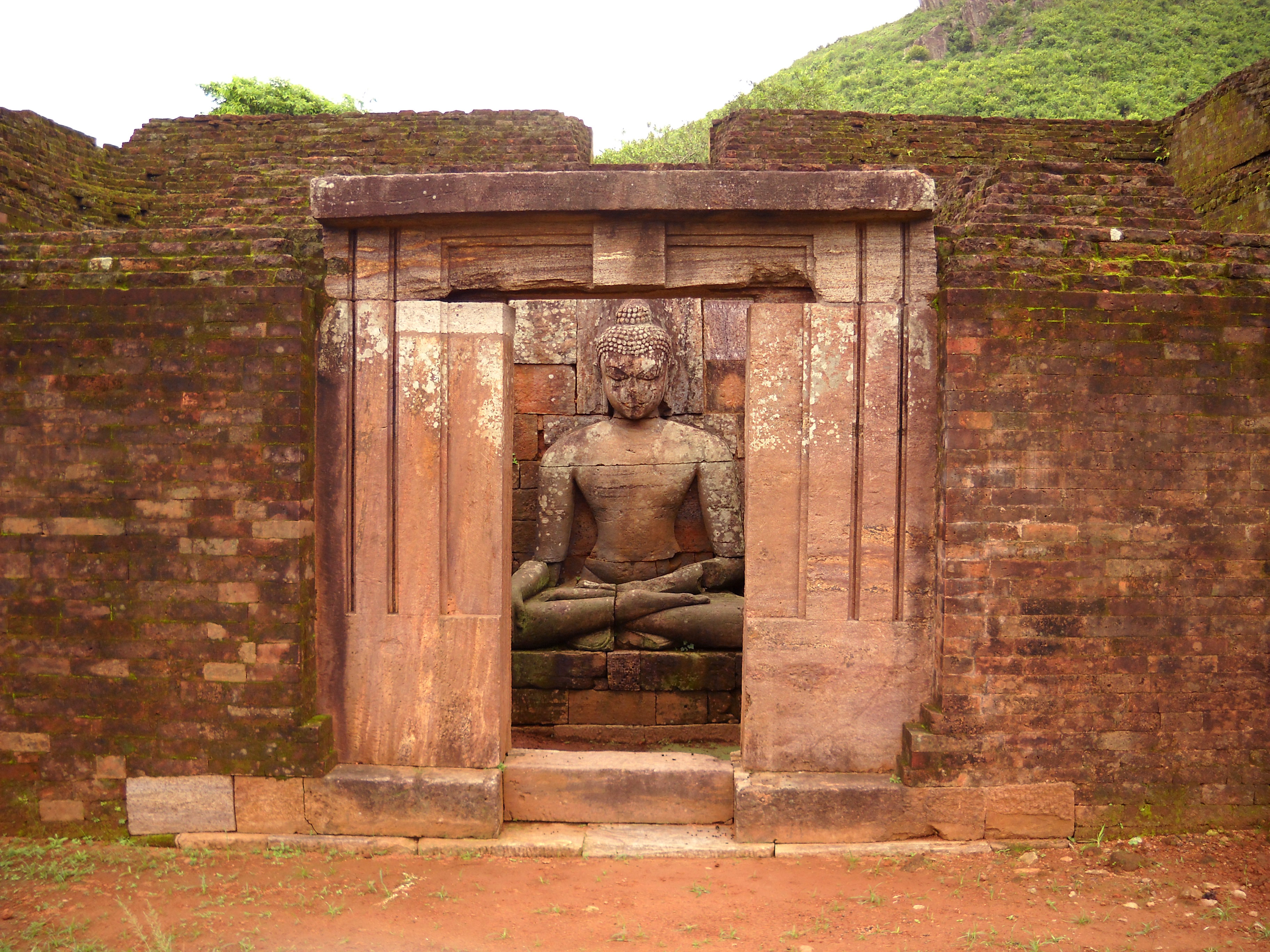
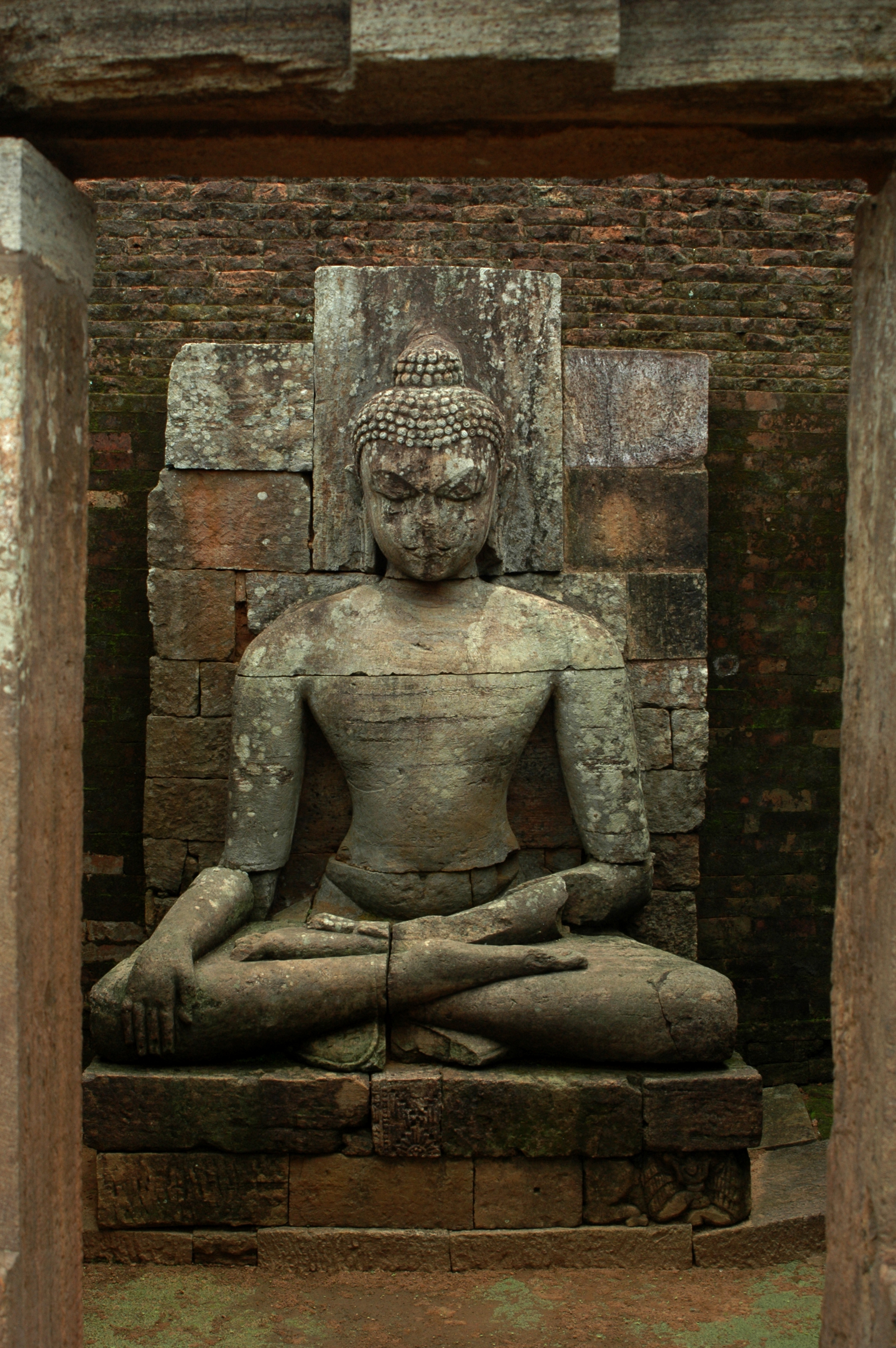
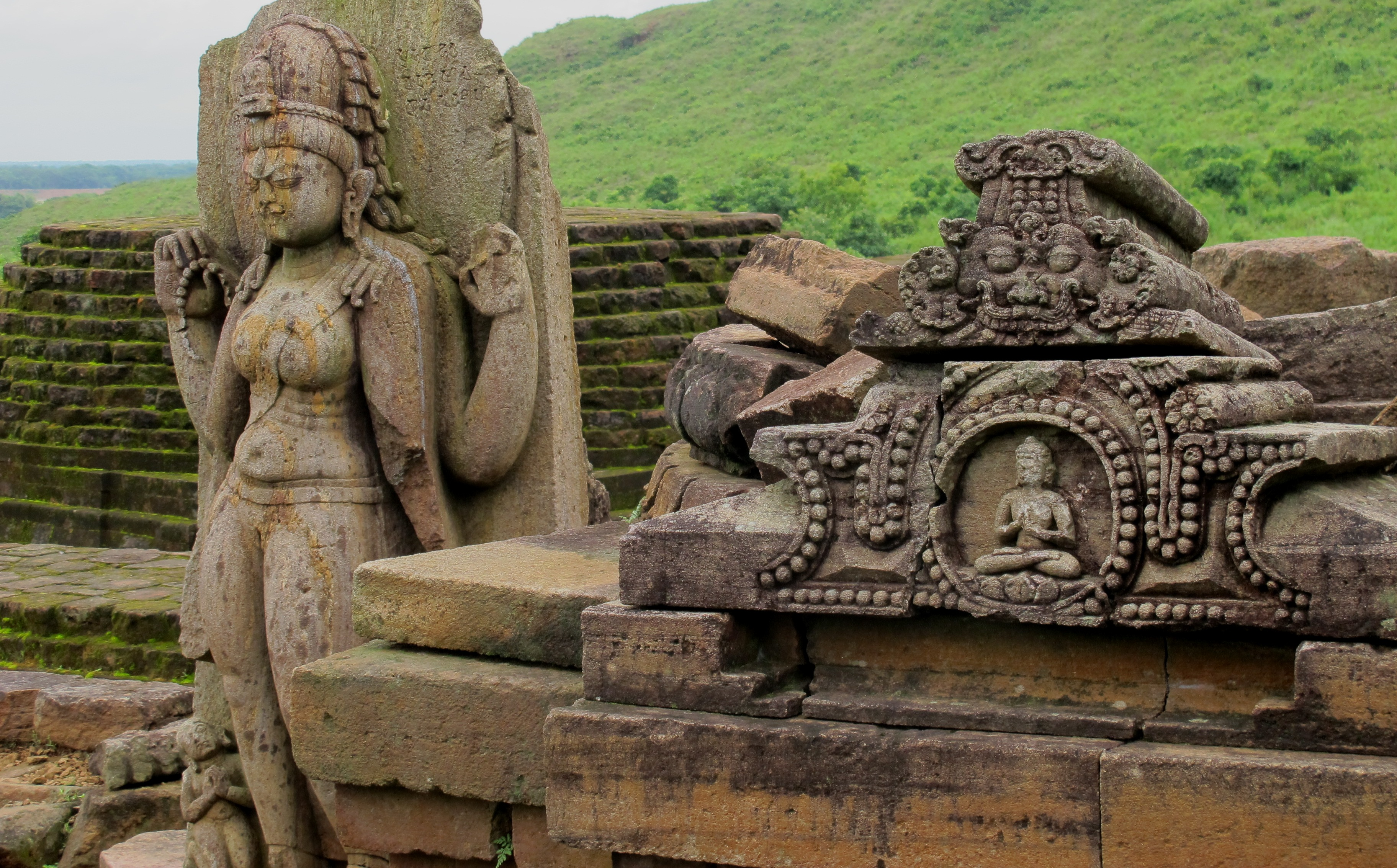
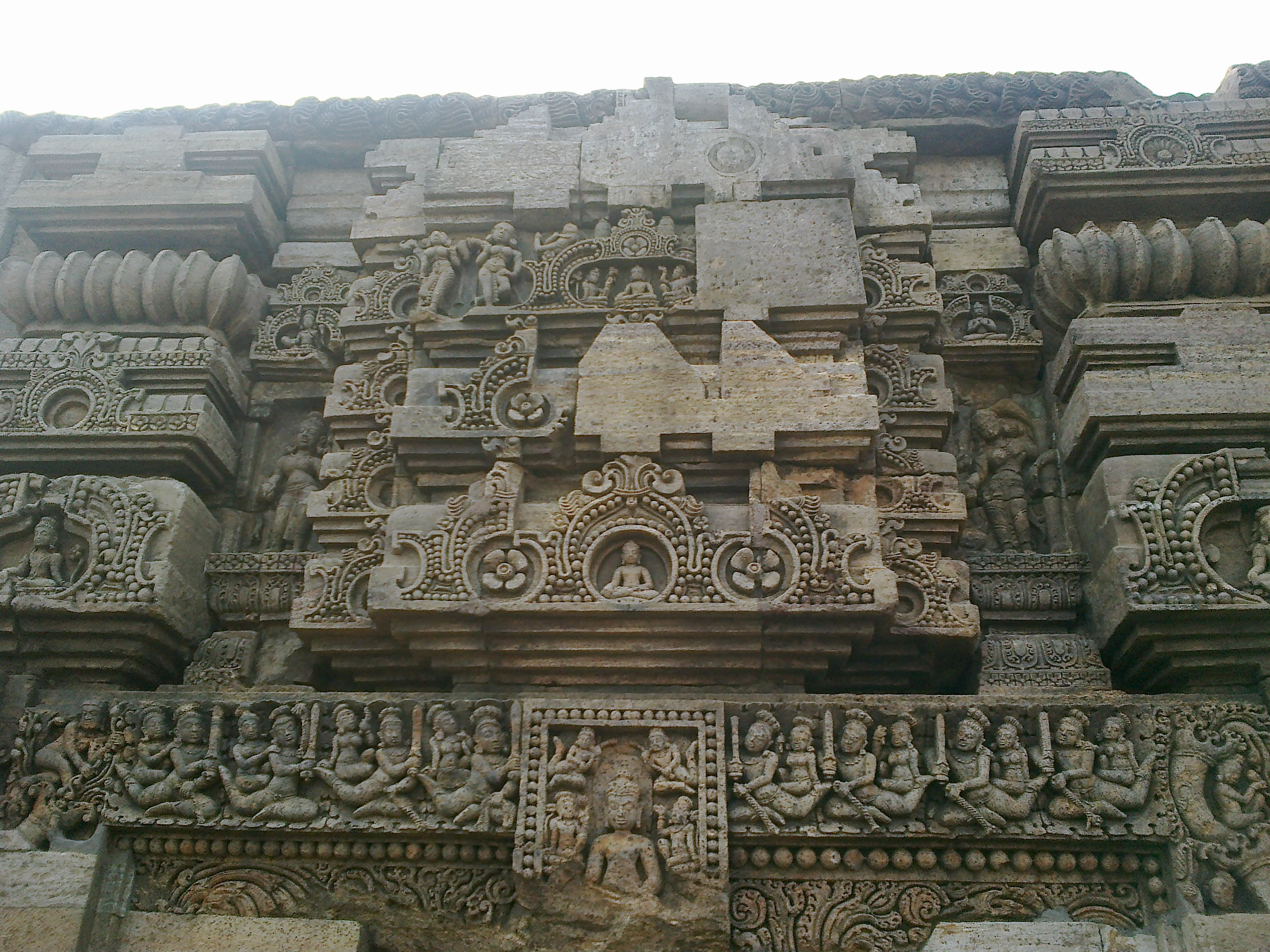
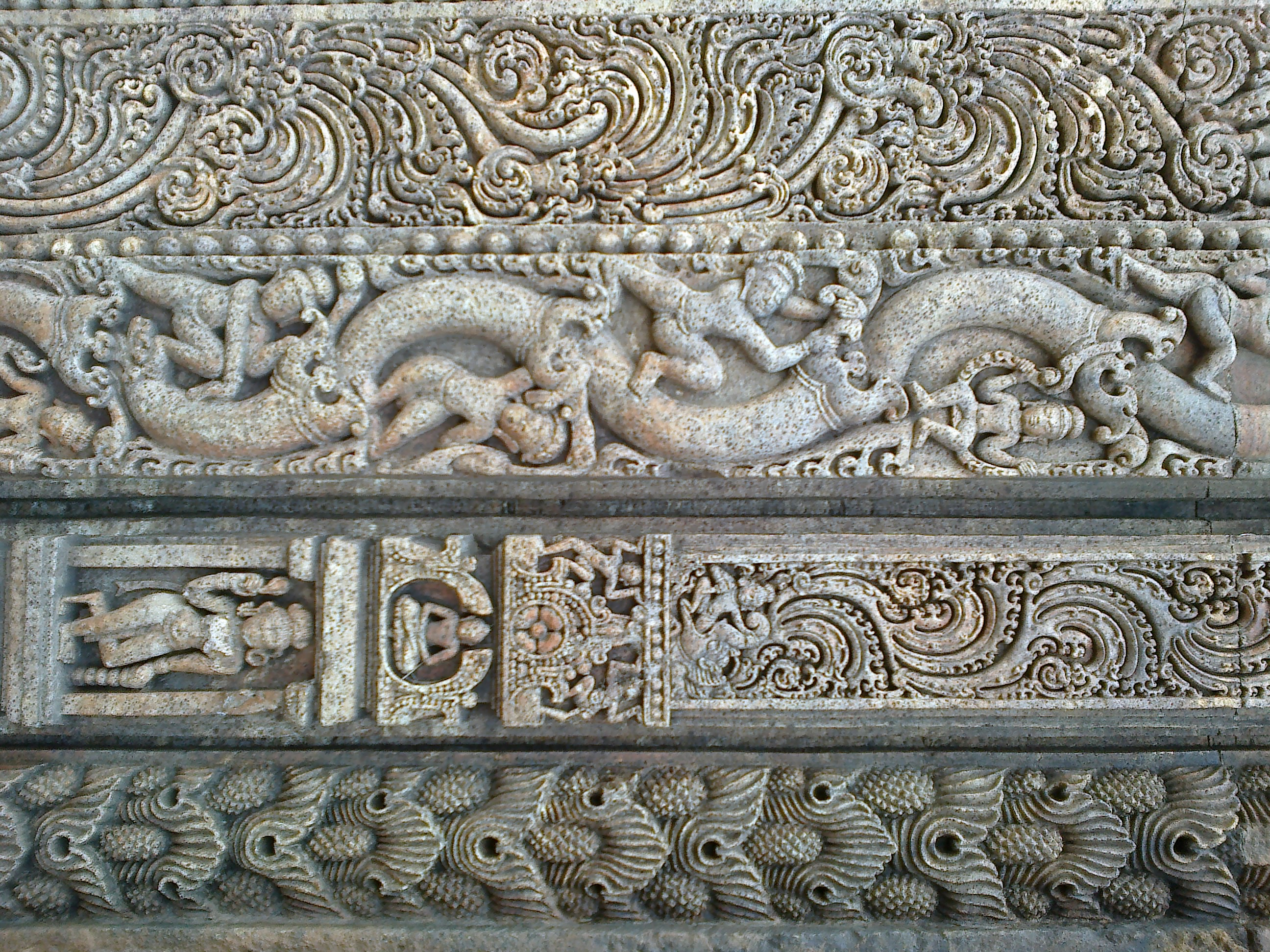
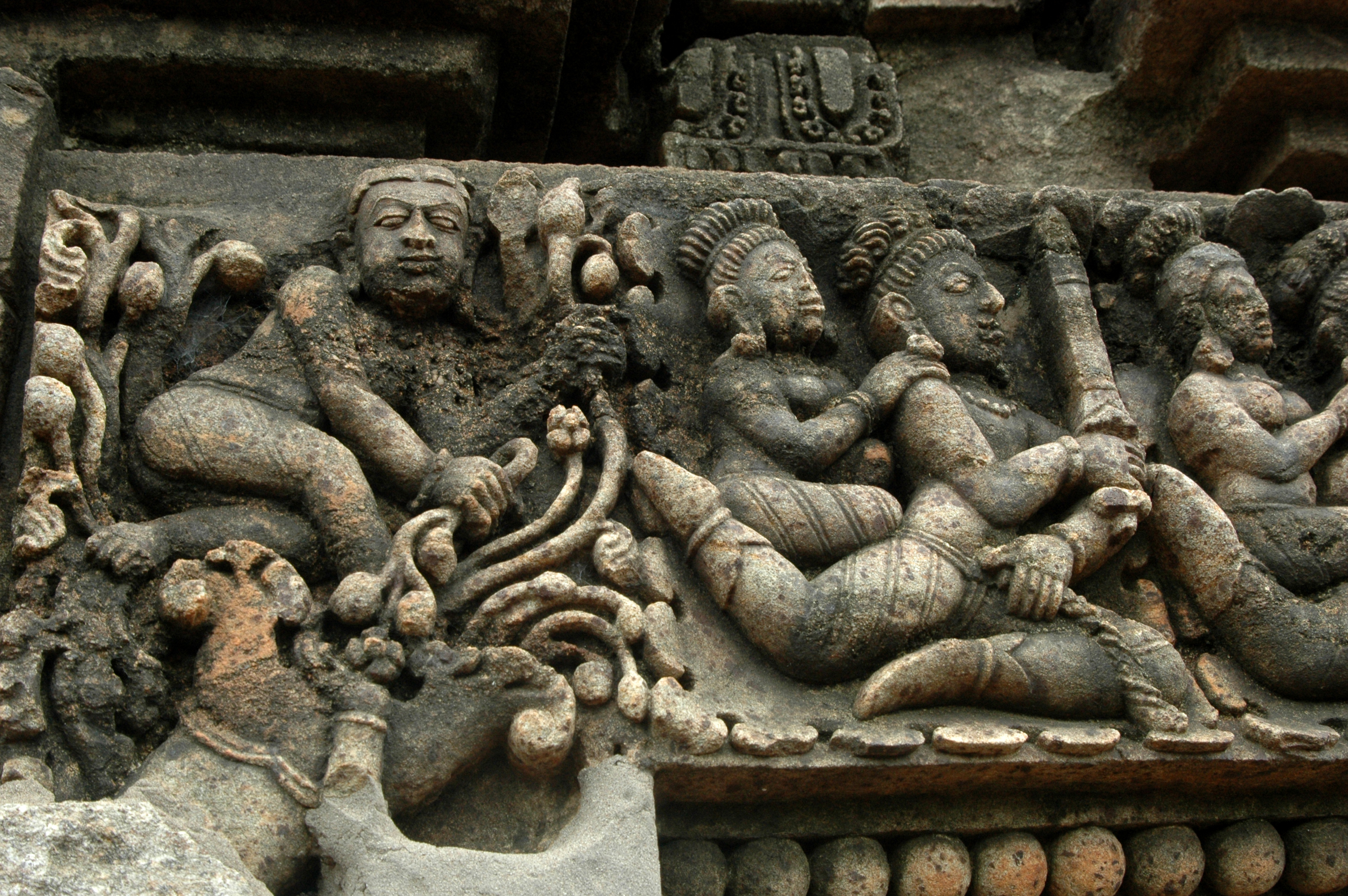